# Ramosze (herceg)
Ramosze ókori egyiptomi herceg a XVIII. dinasztia idején; valószínűleg I. Jahmesz fia.
Ábrázolják Inherthauinak a XX. dinasztia idején készült sírjában (TT359) a „Nyugat urai” között több más családtagjával és néhány jelentős fáraóval (I. Amenhotep, I. Jahmesz, Ahhotep, Ahmesz-Meritamon, Ahmesz-Szitamon, Sziamon, Ahmesz-Henuttamehu, Ahmesz-Tumeriszi, Ahmesz-Nebetta, Jahmesz-Szipair, Ahmesz-Nofertari, I. Ramszesz, II. Montuhotep, II. Amenhotep, Szekenenré Ta-aa, IV. Ramszesz, I. Thotmesz) együtt. Egy szobrát ma a Liverpooli Egyetem őrzi.